# Арбатский Арс

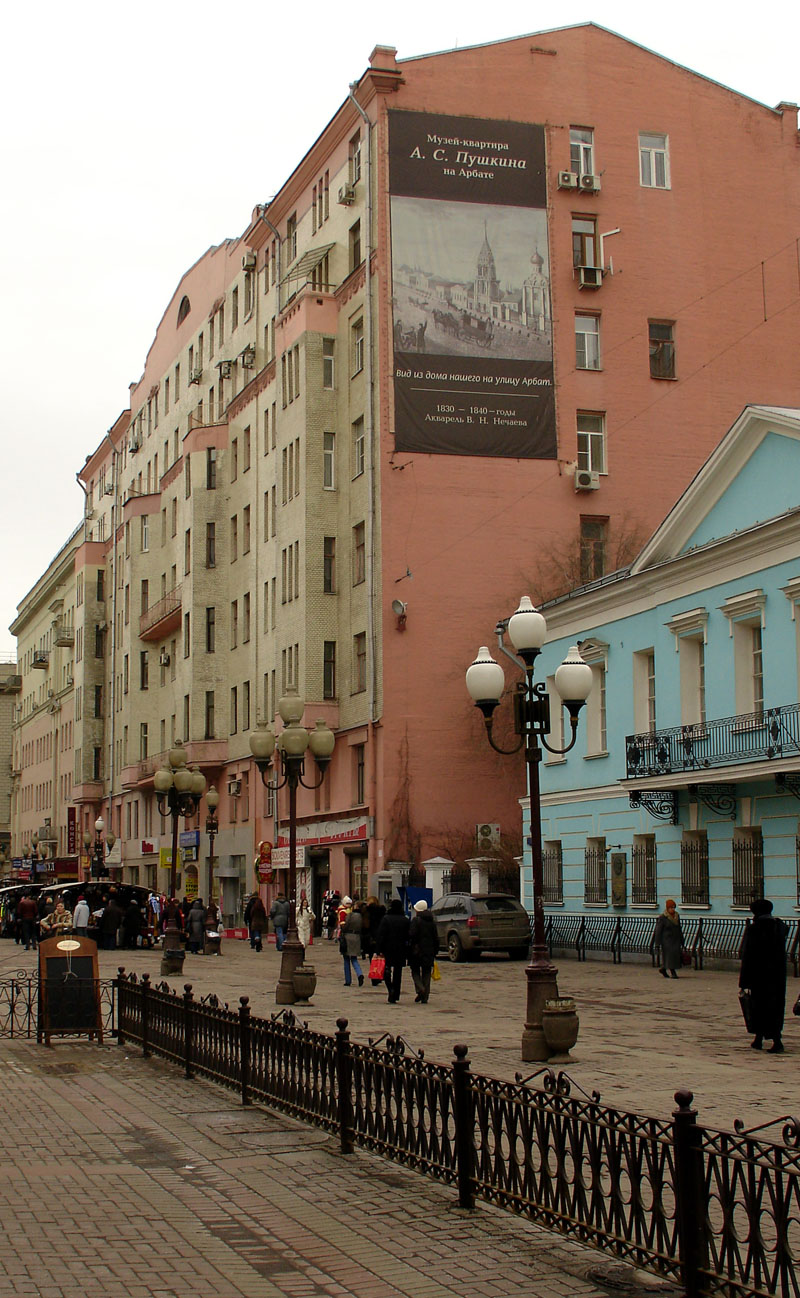
Доходный дом В. П. Панюшева (№ 51)

«Арба́тский Арс» (также: «Арбатский АРС») — кинотеатр на Арбате, в здании № 51 (Доходный дом В. П. Панюшева). Действовал с 1910 года.

## Этимология
Аббревиатура АРС — это Артель Работников Синематографа.
По другой версии, это калька с латинского термина «лат. ars», который означает «умение» или «искусство».

## История
Кинотеатр был открыт в 1910 году в здании № 51 (Доходный дом В. П. Панюшева — самый высокий дом Арбата) на улице Арбат.
Позднее он назывался «Арбатский Кино-АРС», для отличия от кинотеатра «АРС» на Тверской улице.
«Арбатский АРС», по воспоминаниям старожилов, в то время был одним из двух арбатских кинотеатров (первый - «Карнавал»). Билеты в АРСе были дешевле и, к тому же, ненумерованными.
А теперь представьте, какое столпотворение происходило перед началом сеанса, и какие баталии возникали за занятие удобных мест.
Даже сатирик Михаил Зощенко обыграл это действо в одном из своих произведений.
- 1931 год: на первом этаже бывшего доходного дома купца Василия Панюшева на Арбате открылся Детский кинотеатр «Юного зрителя»; в советские времена в «Юном зрителе» показывали кинокартины для детей с музыкальным сопровождением и комментариями педагогов, в фойе проводились массовые игры, работали кружки «по технике, изо, музо» и читальня;

После четырёх детских сеансов демонстрировалась «особая программа для взрослых». Вероятно, под «особой программой» подразумевался кинолекторий или просмотр новостных киножурналов. Преемником «Юного зрителя» стал кинотеатр «Наука и знание», специализировавшийся на показе научно-познавательных и документальных фильмов.
Особенностью этого кинотеатра было то, что вход в него осуществлялся как в метро: надо было опустить определённое количество монет и турникет открывался.
По какой-то злой иронии, в одном из старейших московских кинозалов то ли в 1985-м, то ли в 1986 году обосновался 'убийца кинопроката' — видеосалон.
Говорят, что это был вообще самый первый в СССР видеосалон — ещё не кооперативный, а государственный, представляющий копирующую компанию «Видеофильм».
В салоне можно было взять напрокат лицензионные кассеты производства «Видеофильм», в нескольких крошечных залах-комнатах посмотреть кино на бытовом видеомагнитофоне «Электроника ВМ-12», а в выставленных за витринным стеклом телевизорах арбатские прохожие могли посмотреть мультфильмы.

## Память
- На радио «Эхо Москвы»[10] была передача «Арбатский Арс» (новости культуры), автор и ведущая: Ольга Игоревна Северская.
- Кинотеатр упоминается у Анатолия Рыбакова:
  - в повести 1948 года «Кортик»;
  - в романе 1987 года «Дети Арбата»[11]: По вечерам так же сверкали на Арбате огни кинотеатров "Арбатский Арс", "Карнавал", "Прага", "Художественный".
Прохаживались по тротуару арбатские девочки, и дорогомиловские, и девочки с Плющихи, воротники пальто опущены, цветные косынки развязаны, на ногах туфельки и тонкие чулки телесного цвета.
  - в романе 1994 года  «Прах и пепел»[12]:

Рядом с воротами задние двери кинотеатра «Арбатский Арс», откуда выпускали публику после сеанса. Летом они всегда были открыты — в зале душно, над чёрными рядами зрителей клубился луч киноаппарата, слышались его стрекотание и звуки разбитого рояля… Макс Линдер, Дуглас Фербенкс, Мэри Пикфорд, трогательный, незадачливый Чарли Чаплин. Давно это было, а всё отчётливо помнится.
- Сергей Никоненко:

Я вспоминаю своё детство. Кинотеатры — это была наша отдушина. У нас на Старом Арбате было пять кинотеатров. «Художественный» — там проходили самые важные премьеры. Ресторан «Прага» — там был кинотеатр «Наука и Знания». Слева от театра Вахтангова — кинотеатр «Юный зритель», в который мы ходили, сбегая с уроков. Дальше — Арбат, 51 — Кинотеатр «Арс». И пятый кинотеатр был на Плющихе — он назывался «Кадр».